# Улица Медню (Рига)
Улица Ме́дню (латыш. Medņu iela — в переводе Глухариная) — небольшая улица в Видземском предместье города Риги, в Пурвциемсе.
Проходит от улицы Индуля до внутриквартального проезда, соединяющего улицы Жагату и Стирну. В средней части пересекается с улицей Фазану. С другими улицами не пересекается.
Общая длина улицы — 134 метра. На всём протяжении имеет асфальтовое покрытие. Общественный транспорт по улице не курсирует.
Впервые указана в перечне улиц города в 1926 году под своим нынешним названием, которое в последующем не изменялось.
Нечётная (северная) сторона улицы застроена частными домами; чётную сторону занимает территория средней школы № 74.